# Thanatopía
Thanatopía es un cuento de terror del autor nicaragüense Rubén Darío. Aunque fue escrito en 1893 fue publicado póstumamente en 1925 en el volumen Impresiones y sensaciones perteneciente a su Obra completa.

## Sinopsis
El narrador, James, hijo del profesor Leen; relata su historia a sus compañeros de juerga en una noche bohemia y algo bebido.
James cuenta -en tono siniestro- las tragedias de su niñez y juventud, debido a la educación recibida de su padre tiránico y distante, la muerte precoz de su madre y el recuerdo melancólico de su reclusión en un colegio de Oxford. Al cumplir los veinte años James es visitado en el colegio por su progenitor, quien le informa de su deseo de volver juntos a Londres, donde los aguarda la nueva esposa de su padre y madrastra de James. En el momento de encontrarse con ella James descubre aterrado que la madrastra resulta ser un vampiro, posiblemente vuelta a la vida por su padre.
- Datos: Q2917878